# Calles
Calles település Spanyolországban, Valencia tartományban. Calles Domeño, Chelva, Andilla és Higueruelas községekkel határos. Lakosainak száma 447 fő (2024).

## Népesség
A település népessége az utóbbi években az alábbiak szerint változott:
| Lakosok száma | 415  | 384  | 449  | 448  | 464  | 417  | 345  | 355  | 374  | 447  |
|               | 2001 | 2004 | 2007 | 2009 | 2012 | 2014 | 2017 | 2019 | 2022 | 2024 |